# 越疆科技
深圳市越疆科技有限公司（英語：Dobot Robotics，港交所：02432）是一家位于中国广东省深圳市的科技公司，由刘培超创立于2015年7月，供應全感知机械臂及協作機器人。
公司在深圳、上海、青岛设有研发中心，而工厂则在山东。其產品曾銷往富士康、比亚迪、北汽福田、丰田汽车、索尼、三星等企业。

## 產品
越疆科技已推出四个系列、共27款协作机器人型号，可用於制造、零售、医疗健康、STEAM教育、科研等。其机械臂主要分为四轴和六轴两类。